# Fratelli d'Italia
"Il Canto degli Italiani" ("Italienernes sang") er den italienske nationalsang. Det er bedst kendt blandt italienerne som "Inno di Mameli" ("Hymnet af Mameli"), efter tekstforfatteren, eller "Fratelli d'Italia" ("Italiens brødre"), efter åbningslinjen. Sangen blev skrevet i efteråret 1847 af den tyveårige studerende og patriot Goffredo Mameli i Genova, i et miljø præget af patriotisme og arbejde for selvstændighed og løsrivelse fra Østrig-Ungarn. To måneder senere blev digtet sat til musik i Torino af Michele Novaro, som også var fra Genova. Sangen blev udbredt under den efterfølgende italienske samlingstid kendt som Risorgimento og i de efterfølgedende årtier. Efter at Italien blev samlet i 1861 valgte landet dog "Marcia Reale" (Kongemarchen) som nationalsang. Dette var en sang komponeret for kongehuset Savoyen i 1831 efter ordre fra kong Karl Albert af Sardinien-Piemont. Da Italien blev en republik efter 2. verdenskrig den 12. oktober 1946, blev "Il Canto degli Italiani" taget i brug som landets nye nationalsag. Dette var oprindeligt tænkt som en midlertidig sang, men valget blev først gjort officielt ved lov den 23. november 2012.

## Tekster
Dette er de fulde tekster af det oprindelige digt skrevet af Goffredo Mameli. Den italienske nationalsang bliver dog almindeligvis sunget med den første strofe to gange, og herefter omkvædet, for at slutte med et højt "Sì!" ("Ja!").
| Første vers og øvrige strofer | Direkte oversættelse |
| --- | --- |
| Fratelli d'Italia, l'Italia s'è desta, dell'elmo di Scipio s'è cinta la testa. Dov'è la Vittoria? Le porga la chioma, ché schiava di Roma Iddio la creò.                               | Italiens brødre Italien er vågnet Og hjelmen af Scipio er taget på sit hoved. Hvor er Victory? lad hende vise vrede som slave af Roma var hun skabt af Gud.                                |
| CORO Stringiamci a coorte, siam pronti alla morte. Siam pronti alla morte, l'Italia chiamò. Stringiamci a coorte, siam pronti alla morte. Siam pronti alla morte, l'Italia chiamò! Sì! | OMKVÆD Lad os danne en kohort Vi er klar til at dø Italien har kaldet os Lad os danne en kohort Vi er klar til at dø Italien har kaldet os! Ja!                                            |
| Noi fummo da secoli calpesti, derisi, perché non siam popolo, perché siam divisi. Raccolgaci un'unica bandiera, una speme: di fonderci insieme già l'ora suonò.                        | We were for centuries downtrodden, derided, because we are not one people, because we are divided. Let one flag, one hope gather us all. The hour has struck for us to unite.              |
| CORO | OMKVÆD |
| Uniamoci, amiamoci, l'unione e l'amore rivelano ai popoli le vie del Signore. Giuriamo far libero il suolo natio: uniti, per Dio, chi vincer ci può?                                   | Let us unite, let us love one another, For union and love Reveal to the people The ways of the Lord. Let us swear to set free The land of our birth: United, for God, Who can overcome us? |
| CORO | OMKVÆD |
| Dall'Alpi a Sicilia dovunque è Legnano, ogn'uom di Ferruccio ha il core, ha la mano, i bimbi d'Italia si chiaman Balilla, il suon d'ogni squilla i Vespri suonò.                       | From the Alps to Sicily, Legnano is everywhere; Every man has the heart and hand of Ferruccio The children of Italy Are all called Balilla; Every trumpet blast sounds the Vespers.        |
| CORO | OMKVÆD |
| Son giunchi che piegano le spade vendute: già l'Aquila d'Austria le penne ha perdute. Il sangue d'Italia, il sangue Polacco, bevé, col cosacco, ma il cor le bruciò.                   | Mercenary swords, they're feeble reeds. The Austrian eagle Has already lost its plumes. The blood of Italy and the Polish blood It drank, along with the Cossack, But it burned its heart. |
| CORO | OMKVÆD |

### Yderlige strofer
Den sidste strofe blev fjernet af forfatteren, og var detekteret til en italiensk kvinde:
| Tessete o fanciulle bandiere e coccarde fan l'alme gagliarde l'invito d'amor. | Weave o maidens Flags and cockades Make souls gallant The invitation of love. |

## Eksterne links
- Side på det officielle hjemmeside af Quirinale, residens for statsoverhovedet Arkiveret 3. december 2013 hos  Wayback Machine
(på italiensk med forskellige opførelser – klik på ascolta l'Inno og vælg en fil for at lytte)
- Fratelli d'Italia: Frie noder hos  International Music Score Library Project (version for kor og klaver af Claudio Dall'Albero til et musikforslag af Luciano Berio)